# Naka
Naka (jap. 那珂市 Naka-shi) – miasto w Japonii, w prefekturze Ibaraki, we wschodniej części wyspy Honsiu. Ma powierzchnię 97,82 km². W 2020 r. mieszkało w nim 53 530 osób, w 20 909 gospodarstwach domowych  (w 2010 r. 54 201 osób, w 18 876 gospodarstwach domowych).

## Historia
Miejscowość Naka powstała 31 marca 1955 roku w wyniku połączenia miejscowości Sugaya oraz wiosek Kanzaki, Nukata, Godai, Toda, Yoshino i Kizaki. W wyniku połączenia z miejscowością Urizura 21 stycznia 2005 roku Naka zdobyła status miasta.

## Geografia
Miasto sąsiaduje z miejscowościami:
- Mito
- Hitachinaka
- Hitachiōta
- Hitachi
- Hitachiōmiya
- Tōkai
- Shirosato

## Populacja
Zmiany w populacji terenu miasta w latach 1950–2020: